# VW Cephei
 VW Cephei är en förmörkelsevariabel av W Ursae Majoris-typ (EW/KW) i stjärnbilden Cepheus..
Stjärnan varierar i visuell magnitud mellan 7,31 och 7,71. Den kräver kikare för att kunna observeras.